# Shin: Kamen Rider Prologue
Pour plus de détails, voir Fiche technique et Distribution.
Shin Kamen Rider: Prologue (真・仮面ライダー 序章(プロローグ), Shin Kamen Raidā: Purorōgu) est un film direct-to-video sorti en 1992 appartenant à la série des Kamen Rider. Shin est considéré comme la onzième production de la franchise, tout en s'éloignant fortement de ses origines.
Conçu comme un hommage commémorant le vingtième anniversaire de la franchise, le film vise un public de fans de la série désormais adulte, utilisant uniquement les éléments fondateurs du personnage et ses origines dans un univers plus réaliste, violent et moderne, axé sur la détresse du personnage principal, victime d'un complot, transformé malgré lui en mutant. 
Un tel changement a déçu une partie du public et le film n'a pas été considéré comme un succès, annulant toute chance d'une suite éventuelle. D'un autre côté, certains spectateurs ont été choqués par l'aspect gore, très inspirée du film La Mouche de David Cronenberg. En effet, le film montre un Kamen Rider plus proche d'un monstre typique de Tokusatsu que d'un héros.

## Synopsis
Les docteurs Kazamatsuri et Onizuka sont des généticiens recherchant des traitements contre des maladies comme le Sida et le cancer en faisant des expériences afin de renforcer le corps humain. Le sujet de test est Shin Kazamatsuri, pilote de course de motos et fils du docteur Kazamatsuri. Alors qu'ils l'ignorent, leurs travaux sont financés par un groupe mafieux, qui veut utiliser le résultat de ces recherches afin de créer des surhommes à son profit. Le groupe a déjà lancé des programmes de créations de soldats cyborgs, mais sans obtenir les résultats escomptés. C'était sans compter sur les ambitions secrètes du savant fou, Onizuka. Ce dernier veut créer de nouvelles espèces vivantes, en ajoutant l'ADN de sauterelle à celui du sujet de test, afin de créer une nouvelle civilisation et en être le dieu. Il a testé cela sur son propre corps, mais semble avoir de meilleurs résultats avec Shin...
Au même moment, une créature fait des ravages dans la ville, alors que Shin rêve d'elle. Alors qu'il est persuadé d'être impliqué dans les meurtres, il découvre par hasard les desseins de Onizuka et qu'il est responsable des tueries. Onizuka a fait des expériences sur son propre corps, faisant de lui une sauterelle humanoïde. Doté d'un don de télépathie issu de la mutation, il communique avec Shin, ce qui lui permet d'être témoin des meurtres.
Le syndicat apprends les plans de Onizuka et le fait interner. Comme si le syndicat ne suffisait pas, un agent de la CIA traque et veut éliminer Shin, sans que ce dernier comprenne le réél danger qu'il représente.
Rejeté, Shin enquête pour trouver tout ce que se cache derrière ces expériences ou sans le vouloir, ont changé son corps et mis en danger la vie de ses proches...

## Personnages
- Shin Kazamatsuri/Kamen Rider Shin (Soldat Cyborg Niveau 3) (風祭 真／仮面ライダーシン（改造兵士レベル3）, Kazamatsuri Shin/Kamen Raidā Shin (Kaizō Heishi Reberu Surī)?)
- Ai Asuka (明日香 愛, Asuka Ai?) : Petite amie de Shin et infirmière au laboratoire.
- Daimon Kazamatsuri (風祭 大門, Kazamatsuri Daimon?) : Père de Shin. Généticien, qui ne réalise pas la portée de la situation dans laquelle il met son fils.
- Iwao Himuro (氷室 巌, Himuro Iwao?) : Chef du laboratoire et un membre haut placé du Syndicat.
- Goushima/Soldat Cyborg Niveau 2 (豪島／改造兵士レベル2, Gōshima/Kaizō Heishi Reberu Tsū?) : Homme de main et confident de Himuro. Il est en fait un soldat cyborg niveau 2, un modèle cyborg dépassé.
- Giichi Onizuka/Soldat Cyborg Niveau 3 (鬼塚 義一／改造兵士レベル3, Onizuka Giichi/Kaizō Heishi Reberu Surī?) : Associé de Kazamatsuri, il veut créer des mutants issus de l'homme et de la sauterelle, dont il serait le chef.
- Sarah Fukamachi (セーラ 深町, Sēra Fukamachi?) : Agent de la CIA qui traque Shin et le Syndicat.
- Takuya Yuuki (結城 卓也, Yūki Takuya?) : Ami de Shin.

## Distribution
- Shin Kazamatsuri (風祭 真, Kazamatsuri Shin?) - Shin Ishikawa (石川 真, Ishikawa Shin?) : Katsuhisa Ishikawa (石川 功久, Ishikawa Katsuhisa?))
- Ai Asuka (明日香 愛, Asuka Ai?) : Yumi Nomura (野村 裕美, Nomura Yumi?)
- Daimon Kazamatsuri (風祭 大門, Kazamatsuri Daimon?) : Akira Ishihama (石濱 朗, Ishihama akira?)
- Iwao Himuro (氷室 巌, Himuro Iwao?) : Daijiro Harada (原田 大二郎, Harada Daijirō?)
- Goushima (豪島, Gōshima?) : Reiji Andou (安藤 麗二, Andō Reiji?)
- Giichi Onizuka (鬼塚 義一, Onizuka Giichi?) : Kouki Kataoka (片岡 弘貴, Kataoka Kōki?)
- Sarah Fukamachi (セーラ 深町, Sēra Fukamachi?) : Kiyomi Tsukada (塚田 きよみ, Tsukada Kiyomi?)
- Takuya Yuuki (結城 卓也, Yūki Takuya?) : Masanobu Takashima (高嶋 政伸, Takashima Masanobu?)

### Doublures
- Kamen Rider Shin : Jiro Okamoto (岡元 次郎, Okamoto Jirō?)
- Soldat Cyborg Niveau 2 : Kazutoshi Yokoyama (横山 一敏, Yokoyama Kazutoshi?)

## Autour du film
Le créateur de la série, Shōtarō Ishinomori fait une brève apparition dans le film.